# Take a Look in the Mirror
A Take a Look in the Mirror az amerikai Korn nu metal  együttes hatodik albuma, és egyben az utolsó, melyben az eredeti felállás zenél.

## Album információk
Az album a 19. helyen debütált a Billboardon és a 9. helyig jutott fel, köszönhetően a megjelenési időpontnak, ami pénteken volt a szokványos kedd helyett, így kevesebb album fogyott a kezdési héten. A Did My Time című dalt korábban kiadták az albumról kislemezként a Lara Croft: Tomb Raider 2. – Az élet bölcsője című filmhez, és a Right Now is hamarabb jelent meg, egy provokatív animációs klippel (Spike és Mike animációs stúdió készítette). Ez az utolsó albumuk, melyen Brian "Head" Welch is közreműködik. A tizenharmadik szám után hosszú csend következik, és utána a Metallica One című számának élő feldolgozása csendül fel.  Az albumnak van egy olyan változata is, amelyben nincsenek trágár kifejezések, istenkáromlások. Az együttes bevallotta, hogy ennek az albumnak az elkészítése gyorsan történt ("összecsapták"), köszönhetően az Untouchables gyenge eladásainak, és az időkorlát miatt, hogy elkészüljenek a nyári Ozzfestig, de a rajongók jól fogadták, és a Did My Time dal újabb Grammy jelölést is hozott a Kornnak a "Best Metal Performance" kategóriában.

## Zenei és szöveg témák
A Take a Look in the Mirrorral a Korn megpróbál visszatérni az agresszívabb hangzáshoz, ami az első albumaikon volt hallható, a gitárosok, Head és Munky legtöbbször eltorzított hangon szólaltatják meg hangszereiket és esetenként tiszta dallamokat is kontrasztként. Az album tartalmaz alternatív metál elemeket, és az újra felvett Alive című dalt, ez volt az együttes első közösen írt dala, és ennek köszönhetően került be Jon Davis a Kornba. A dalt korábban csak a csapat első demóján, a Neidermeyer's Mindon adták ki, és kuriózumnak számított, de egyes részeit az első albumon található "Need To" című számba ültették át. Továbbá a "Play Me" című szám, amelyikben Nas rapper is közreműködik, az első album a Follow the Leader óta, melyen egy vendégzenész közreműködik. A "Let's Do This Now"-ban ismét megjelenik a skót duda Davis játékával, ami hiányzott az Untouchables albumról, az egyetlen ilyen a mai napig.

## Az album dalai
1. Right Now – 3:10
2. Break Some Off – 2:35
3. Counting On Me – 4:49
4. Here It Comes Again – 3:33
5. Deep Inside – 2:46
6. Did My Time – 4:04
7. Everything I've Known – 3:34
8. Play Me" (vendég: Nas) – 3:21
9. Alive – 4:30
10. Let's Do This Now – 3:18
11. I'm Done – 3:23
12. Y'all Want A Single – 3:17
13. When Will This End? – 14:24

- When Will This End?-nek vége van 3:39-kor, 9:52-kor egy élő feldolgozása kezdődik a Metallica One című számának (a MTV Icon: Metallica című műsorban adták elő)

## Közreműködők

### Korn
- Jonathan Davis – ének, skót duda, producer
- Brian "Head" Welch – szóló- és ritmusgitár
- James "Munky" Shaffer – szóló- és ritmusgitár
- Reginald "Fieldy" Arvizu – basszusgitár
- David Silveria – dobok

### Egyéb
- Frank Filipetti – producer, engineer, mixing
- Nasir "Nas" Jones – ének a "Play Me"-ben
- Jim "Bud" Monti – producer, engineer
- Tim Harkins – engineer
- Cailan Mccarthy – artist coordination
- Doug Erb – art direction
- Brandy Flower – art direction
- Gayle Boulware – art consultant
- Darren Frank – assistant
- Jesse Gorman – assistant
- Peter Katsis – A&R
- Kaz Utsunomiya – A&R
- Rob Hill – editing
- Fred Maher – editing
- Louie Teran – digital editing
- Stephen Marcussen – mastering
- Polarbear – programming
- Mitch Ikeda – photography
- Marina Chavez – photography

## Listás helyezések

### Album
| Év   | Lista               | Helyezés |
| ---- | ------------------- | -------- |
| 2003 | The Billboard 200   | 9        |
| 2003 | Top Internet Albums | 9        |

### Kislemezek
| Év   | Kislemez              | Lista                  | Helyezés |
| ---- | --------------------- | ---------------------- | -------- |
| 2003 | Did My Time           | Canadian Singles Chart | 9        |
| 2003 | Did My Time           | Mainstream Rock Tracks | 12       |
| 2003 | Did My Time           | Hot 100 Singles        | 38       |
| 2003 | Did My Time           | Modern Rock Tracks     | 17       |
| 2003 | Right Now             | Mainstream Rock Tracks | 11       |
| 2003 | Right Now             | Modern Rock Tracks     | 13       |
| 2004 | Y'All Want a Single   | Mainstream Rock Tracks | 23       |
| 2004 | Everything I've Known | Mainstream Rock Tracks | 30       |

## Extrák
Az album limitált verziója tartalmaz egy DVD-t és egy fénykép albumot a tagok személyes gyűjteményéből, melyekben olyan képek találhatók róluk, melyekben próbálnak leszerződni lemezkiadókhoz illetve munkát találni pályafutásuk elején.

## Klipek
Négy számhoz készült klip a Did My Time-hoz, Right Now-hoz, a Y'all Want a Single-höz, és az Every Thing I've Knownhoz. A Right Now-nak 3 verziója van (Mirror Mix, Lunchbox, 3D).

## Érdekességek
- A Y'All Want a Single klipjében a tagok a zene ipart ócsárolják, és egy zeneboltot vernek szét, 89-szer hangzik el benne a fuck szó (a rádióba szánt verzióban a "fuck" helyett "suck" van).
- A Right Now klipjében (Lunchbox verzió – Spike és Mike) egy rajzfilmfigura a pattanásait nyomkodja ki, aztán öncsonkításba kezd.
- A Did My Time klipjében a Lara Croft: Tomb Raider 2. – Az élet bölcsője című filmből vannak bevágva jelenetek, illetve Angelina Jolie, a film főszereplője külön forgatott a kliphez jeleneteket. A dalt a film népszerűsítéséhez használták, és hallható a filmben is. Továbbá, a klipet két helyen forgatták, az egyik ott volt, ahol Angelina Jolie tartózkodott, a másik ott ahol a Korn, így nem is találkoztak egymással.